# Distretto di Shunte
Il distretto di Shunte è uno dei cinque distretti  della provincia di Tocache, in Perù. Si trova nella regione di San Martín e si estende su una superficie di 964,21 chilometri quadrati.

Istituito il 6 dicembre 1984, ha per capitale la città di Tambo de Paja; al censimento 2005 contava .870 abitanti.